# Klasszikus Regénytár
A Klasszikus Regénytár egy szépirodalmi témakörű magyar könyvsorozat volt a 20. század elején.

## Jellemzői
A Klasszikus Regénytár a 20. század elejének nagy szépirodalmi sorozata volt, amely tetszetős kötésekben, rövid bevezetőkkel ellátott kötetekben számos európai hírű szépíró műveit adta át a Révai Testvérek jóvoltából a magyar nagyközönségnek. A szerkesztési munkálatokat Ambrus Zoltán és Voinovich Géza végezte el.
Gulyás Pál könyvtártudós Népkönyvtári címjegyzékében (1910) a jelentős könyvsorozatok között ismertette a Klasszikus Regénytárt, azonban felhívta a figyelmet arra, hogy a szerkesztők egyoldalúan a 19. századi realista és naturalista irodalomból válogattak, míg a romantikus regényirodalmat (G. Sand, Feuillet) nem vették bele a sorozatba 1-2 kötet kivételével. A köteteket a realista/naturalista irodalomra jellemző kiméletlenség miatt csak felnőtt olvasóknak ajánlotta. Gulyás a fordítást általában jól sikerülteknek tartotta, és pozitívumként értékelte a kötetek elején lévő jellemzéseket is, a teljes sorozatot azonban nagy terjedelme miatt csak nagyobb könyvtárakba ajánlotta megvételre.

## Kötésváltozatai
A sorozat többféle kötésben jelent meg:
- aranyozott betűs, domború növénymintás kék színű vászonkötés[1]
- aranyozott betűs, domború növénymintás piros színű vászonkötés[2]
- piros betűs, sík felületű, fekete stilizált szecessziós növénymotívumos világoszöld színű vászonkötés, „Klasszikus Regények”[3]
- stilizált fehér geometrikus motívumokkal díszített zöld vászonkötés[4]

## Az eredeti sorozat részei
A kötetek a következők voltak szerző szerinti sorrendben:
- Alarcon (Pedro Antonio). A földgolyó. Fordította Fái J. Béla. –. A Norma fináléja. Fordította Széchy Károlyné.
- Balzac (Honoré). Betti néni. Fordította Salgó Ernő. (4, 453, 2 l.) 1906.
- Balzac (Honoré). Goirot apó. – Grandet Eugenia. Fordították ifj. Korányi Frigyes és Hevesi Sándor. (416 l.) 1904.
- Bulwer. Éj és virradat. Fordította Balla Mihály. [A szerző életrajzát írta Voinovich Géza.] 2 kötet. (XI, 262., 317 l.) 1909.
- Cherbuliez (Victor). Feketés és vörösek. – Holdenis Meta. Fordították Lándor Tivadar és Ambrus Zoltán. (X, 488 l.) 1904.
- Daudet. Numa Roumestan. – Tartarin. Fordította Fái J. Béla. (348 l.) 1904.
- Daudet. A nábob. Fordította Fái J. Béla. (4, 382, 2 l.) 1908.
- Dickens (Charles). Twist Oliver. Fordította Gondol Dániel. (490 l.) 1904.
- Dickens (Charles). Copperfield Dávid. Fordította Mikes Lajos. 3 kötet. – A III. kötetben még: Mikor a tücsök megszólal. Fordította Hevesi Sándor. (383, l. 437, l. 368, 1 l.) 1905.
- Dickens (Charles). A Pickwick-klub. Fordította Hevesi Sándor. 2 kötet. (472, 3., 459, 3 l.) 1906.
- Dickens (Charles). Dombey és fia. Fordította Gineverné Győry Ilona. 3 kötet. (396, 388, 390 l.) 1909.
- Dickens (Charles). Kis Dorrit. Fordította Mikes Lajos. 3 kötet. (355, l. 350., 359, 1 l.) 1910.
- Dosztojewszkij (Fedor). Bűn és bűnhődés. Fordította Szabó Endre. (544 l.) 1904.
- Dosztojewszkij (Fedor). A félkegyelmü. Fordította Szabó Endre. 2 kötet. (335, 337 l.) 1910–1911.
- Dumas Sándor. A három testőr. Fordította Lándor Tivadar. 2 kötet. (VIII, 368., 347 l.) 1908.
- Dumas Sándor, ifj. A kaméliás hölgy. – A Clémenceau-ügy. Fordította Csergő Hugó és Radványi Piroska. (XIV, 512 l.) 1907.
- Flaubert (Gusztáv). Bovaryné. Fordította Ambrus Zoltán. (VII, 425 l.) 1904.
- Flaubert (Gusztáv). Salambo. Fordította Salgó Ernő. (4, 297, 2 l.) 1907.
- France Anatole. Lúdláb királyné. – Bonnard Sylvester vétke. Fordították Lándor Tivadar és Salgó Ernő. (VIII, 380, 1 l.) 1906.
- Gogoly (Janowski Nikolaj). Holt lelkek. Fordította Szabó Endre. [A szerző életrajzával Voinovich Gézától.] (XI, 417 l.) 1905.
- Goncourt E. és J. Demailly Károly. Fordította ifj. Korányi Frigyes. [A szerzők életrajzával Ambrus Zoltántól.] (XVIII? 341 l.) 1905.
- Goncourt E. és J. Mauperin Renée. – Faustin Julia. Fordították Adorján Andor és Mikes Lajos. (4, 397, 2 l.) 1908.
- Goncsarov. Oblomov. Fordította Szabó Endre. 2 kötet. A II. kötetben még: Lermontow: A korunk hőse. Fordította Szabó Endre. (XII, 342., 259, 178 l.) 1906.
- Keller (Gottfried). Zöld Henrik. Fordította Ignotus. 2 kötet. (370, 351 l.) 1909.
- Hugo Viktor. A nyomorultak. Fordította Salgó Ernő. 4 kötet. (340, 371, 432, 435 l.) 1910.
- Jakobsen J. P. Lyhne Niels. – Grubbe Maria. (Interieurök a XVII. században.) Fordította Ritoók Emma. [A szerző életrajzát írta Ritoók Emma.] (XV, 403 l.) 1911.
- Maupassant (Guy). Mont-Oriol. – Ivetet. Fordították ifj. Korányi Frigyes és Vértesy Jenő. (322 2, l.) 1910.
- Meyer Konrád Ferdinánd. Jenatsch György. – Borgia Angela. – Pescara megpróbáltatása. Fordították Kelen Ferenc, Balla Mihály, Voinovich Géza, Nyitray József. (XI, 417, 2 l.) 1904.
- Scott Walter. Ivanhoe. Fordította Gineverné Győry Ilona. [A szerző életrajza Voinovich Gézától.] (495 l.) 1906.
- Stendhal. Vörös és fekete. Fordította Salgó Ernő. (XI, 524, 2 l.) 1905.
- Thackeray (William M.). Pendennis története. 2 kötet. Fordította Fái J. Béla. (IX, 456, 502 l.) 1904.
- Thackeray (William M.). Hiúság vására. Fordította Gineverné Győry Ilona. 2 kötet. (416, 2., 390, 2 l.) 1905.
- Tolsztoj (Leo Nikolajevics gróf). Karenin Anna. Fordította Ambrozovics Dezső. 2 kötet. 1905.
- Tolsztoj (Leo Nikolajevics gróf). Háború és béke. Fordította Ambrozovics Dezső. 3 kötet. (592, 597, 577 l.) 1907.
- Turgenjev (Iván). Apák és fiúk. – Füst. Fordították Ambrozovics Dezső és Szabó Endre. (VIII? 391 l.) 1904.
- Turgenjev (Iván). Őstalaj. – Nemesi fészek. Fordította Szabó Endre. (491 l.) 1906.
- Zola (Emil). Germinal. Fordította Adorján Sándor. [A szerző életrajzával Ambrus Zoltántól.] (XIV, 512 l.) 1907.

## Az új sorozat eredeti sorozat részei
1919-ben Klasszikus Regénytár – új sorozat címén egy második sorozat is indult. Ebben egyes korábbi kötetek újabb kiadása mellett több valóban új mű is helyet kapott:
- Balzac [Honoré de]: Pons bácsi. Ford.: Benedek Marcell. 1919. 332 l.
- Balzac [Honoré de]: Goriot apó. – Grandet Eugenia. Ford.: ifj. Korányi Frigyes–Hevesi Sándor. 2. kiad. 1920. 446 l.
- Björnson Björnstjerne: Arne. – Solbakken Synnöve. (Regény.) Ford.: Ritoók Emma. 1920. [4] XII, 214 [2] l.
- Bourget [Paul]: A tanítvány. Ford.: Zolnai Béla. 1919. 266 l.
- Daudet [Alphonse]: Ifjabb Fromont és id. Risler. Ford.: Király György. 1919. 274 l.
- Dosztojevszkij [Fjedor Mihájlovics]: Bűn és bűnhődés. Ford.: Szabó Endre. 1911. VI, [2] 544 l. U. az. 4. kiad. 1919. [4], VI [2] 544 l.
- Dosztojevszkij [Fjedor Mihájlovics]: A félkegyelmű. 2. kiad. Ford.: Szabó Endre. 1920. 335 [1], 337 [1] l.
- Dosztojevszkij [Fjedor Mihájlovics]: Megalázottak és megszomorítottak. Ford.: Szabó Endre. 1920. [4] 400 l.
- Dosztojevszkij [Fjedor Mihájlovics]: Szegény emberek. Ford.: Trócsányi Zoltán. 1919. 2. kiad. 1920. [4] 142 [4] l.
- Dumas [Sándor, ifj.]: A kaméliás hölgy. Ford.: Csergő Hugó. Bev. írta: Ambrus Zoltán. 1918. 202 l.
- Flaubert [Gustave]: Bovaryné. Ford. és bev. írta: Ambrus Zoltán. 2. kiad. 1914. [4] VII [1], 425 [1] l. U. az. 3. kiad. 1919. VII [1] 425 l.
- France Anatole: Koméidástörténet. Ford.: Hevesi Sándor. 1920. [4] 152 l.
- Galdos Benito Perez: Misericordia. Ford.: Hegedüs Artúr. 1920. 237 [1] l.
- Hugo Victor: 1793. Ford.: Kállay Miklós. 2. kiad. 1920. 177 [1], 230 l.
- Maupassant [Guy de]: A mi szívünk. – Péter és János. Ford. Vértesy Jenő. 1911. VII [1], 323 [1] l.
- Maupassant [Guy de]: Erős mint a halál. Ford.: Ifj. Korányi Frigyes. – Daudet [Alphonse]: A halhatatlan. Ford.: Tóth Béla. 1911. [4] 167 [1] l.
- Stendhal [Henri Beyle]: Vörös és fekete. Ford. (és a bev. írta): Salgó Ernő. 2. kiad. 1919. XI [1], 524 [4] l.
- Tolsztoj Leó: Feltámadás. A régebbi magyar fordítást az orosszal újra összevetette és átdolg.: Trócsányi Zoltán. 1919. 248, 295 [1] l.
- Tolsztoj Leó: Karenina Anna. Ford.: Ambrozovics Dezső, 2. kiad. 1919. 487 l.
- Twain Mark.: Koldus és királyfi. Ford.: Fái J. Béla. É. n. 227 [1] l.
- Zola [Emil]: Germinal. (Regény.) Ford.: Adorján Sándor. 2. kiad. 1919. [4], XIV, 512 l. U. az. 3. kiad. 1920.

## Képtár
- Alexandre Dumas: A kaméliás hölgy (1911)
- Maupassant: A mi szívünk. Péter és János (1911)
- Thackeray: Pendennis története (1904)